# لاس فيغاس صن
شمس لاس فيغاس (بالإنجليزية: Las Vegas Sun)‏، هي واحدة من صحيفتين يوميتين تصدر في وادي لاس فيغاس. صدرت الطبعة الأولى منها في 21 مايو 1950. في 20 أبريل 2009 نالت الصحيفة جائزة بوليتزر عن فئة الخدمة العامة لتغطيتها ارتفاع معدل الوفيات من عمال البناء في قطاع لاس فيغاس. وأشارت لجنة جائزة بوليتزر أن هذه التغطية أدت إلى تغييرات في السياسة الحكومية وتحسين شروط السلامة.